# Літо рядового Дєдова
«Літо рядового Дєдова» (рос. «Лето рядового Дедова») — молдовський радянський художній фільм 1971 року режисера Георге Воде.

## Сюжет
Рядовому ракетного дивізіону Дєдову старшина доручає відповідальне завдання — заготівлю сіна для коня. Молодий солдат прибуває в колгосп, де потрапляє в суто жіночий колектив і зустрічає дівчину своєї мрії. Гумор і кмітливість допомагають Дєдову виконати завдання і відзначитися в проведених армійських навчаннях.

## У ролях
- Михайло Чигарьов
- Марина Сердюк
- Валерій Лисенков
- Лариса Барабанова
- Юрій Бєлов
- Майя Булгакова
- Павло Винник
- Геннадій Крашенинников
- Борис Бітюков
- Іон Аракелов
- Ігор Гусєв
- Сергій Малишевський

## Творча група
- Сценарій: Олександр Усольцев-Гарф
- Режисер: Георге Воде
- Оператор: Володимир Ішутін, Володимир Брусин
- Композитор: Еуженіу Дога